# IC 4422
IC 4422 — галактика типу E (еліптична галактика) у сузір'ї Волопас.
Цей об'єкт міститься в оригінальній редакції індексного каталогу.